# Wojna starego człowieka
Wojna starego człowieka (tyt. oryg. Old Man's War) – powieść z gatunku militarnego science fiction, której autorem jest John Scalzi, pierwszy tom cyklu osadzonego w uniwersum Old Man's War. Wydana w 2005, polską wersję wydało ISA w 2008. Książka nominowana w roku 2006 do nagrody Hugo za najlepszą powieść. Prawa do jej ekranizacji wykupiło Paramount Pictures w roku 2011.

## Fabuła
Tłem serii jest międzygwiezdna wojna toczona przez ludzkość z innymi rasami o nieliczne nadające się do zamieszkania planety. Kandydaci do Sił Obronnych Kolonii są rekrutowani na Ziemi spośród mieszkańców wysoko rozwiniętych krajów, którzy rozpoczynają służbę po 75 roku życia, w zamian za młodość (naprawdę urodzeni) lub też  klonowani z DNA, osób zmarłych przed rozpoczęciem służby lub też zabitych w walce (Brygady Duchów). Na czas służby wojskowej otrzymują zmodyfikowane genetycznie ciała, wspomagane przez wbudowany w ciało komputer. Wszystkich obowiązuje 10 letni okres służby, po którym po transferze osobowości w ich nowe sklonowane młode ciała mogą osiąść w pozaziemskiej kolonii
. Światy i rasy obcych są tylko zarysowane, bez wdawania się w szczegółowe opisy.
Głównym bohaterem powieści jest 75-letni John Perry, który po śmierci żony zaciąga się do Sił Obronnych Kolonii.

## Dzieła z tego cyklu
- Wojna starego człowieka (Old Man's War)
- Brygady Duchów (The Ghost Brigades, 2006; wyd. polskie ISA, 2010) – druga książka z cyklu
- The Last Colony (2007) – trzecia książka z cyklu
- Zoe's Tale (2008) – czwarta książka z cyklu
- The Sagan Diary – opowiadanie którego akcje dzieje się pomiędzy Brygadami Duchów a The Last Colony.